# Zawisza Czarny (1934)
Zawisza Czarny – jacht morski należących do Związku Harcerstwa Polskiego, zbudowany w 1902 (lub 1901) roku, zakupiony przez ZHP w 1934 roku i używany do czasu wybuchu II wojny światowej. Nazwa żaglowca pochodzi od rycerza Zawiszy Czarnego z Garbowa, uznawanego za wzór cnót rycerskich. Pierwszy z dwóch żaglowców harcerskich o tej samej nazwie.

## Historia
Zawisza Czarny został zakupiony przez ZHP w 1934 roku w Danii. Był to drewniany szkuner szwedzkiej produkcji o nazwie Petrea, zbudowany w 1902 roku – solidny żaglowiec, dostosowany do żeglugi podbiegunowej. Został zakupiony w całości ze składek społecznych, wyremontowany i przerobiony systemem gospodarczym na statek szkolny – prawie w całości przez harcerzy i studentów, którzy również później na nim pływali. Współtwórcami idei pozyskania harcerskiego szkunera byli Jan Kuczyński – autor harcerskich żeglarskich podręczników oraz Witold Bublewski – kierownik Harcerskich Drużyn Żeglarskich. Pierwszym kapitanem żaglowca był Jan Kuczyński, pod jego kierownictwem statek Petrea przebudowano na harcerski jacht szkoleniowy (przebudowa ładowni na pomieszczenia załogi, dodanie balastu, wymiana żagli, dodanie bryfokrei). Komendantem aż do wojny był gen. Mariusz Zaruski. Zawisza Czarny był wówczas największym skautowym żaglowcem i wzbudzał zazdrość i podziw nawet w kolebce skautingu – w Anglii.
W czasie wojny, do 1943 r. używany przez Niemców jako „Schwarzer Husar”, został przez nich w końcu porzucony i niszczał. Po odnalezieniu po wojnie, sprowadzony do Gdyni nie nadawał się już do remontu i w 1949 r. został odholowany i zatopiony na wodach Zatoki Puckiej.
W połowie lat 90. statek do badań podwodnych Centralnego Muzeum Morskiego zlokalizował dokładną pozycję wraku – 54°40,7′N 018°34,1′E/54,678333 18,568333, na głębokości ok. 8 metrów. W 2011 roku została zorganizowana pierwsza harcerska wyprawa nurkowa, której celem był wrak pierwszego Zawiszy. Płetwonurkowie wypłynęli jachtem Zjawa IV. Po ponad 60 latach, na pierwszym Zawiszy Czarnym znowu pojawili się harcerze. Wrak, jak na swój wiek i płytkie wody, jest w nienajgorszym stanie. Z piasku wystają niestety tylko nieliczne elementy. Podczas wyprawy udało się także wydobyć na powierzchnię drobne elementy, które później zostały przekazane Centralnemu Muzeum Morskiemu.
Zawisza Czarny był drewnianym trzymasztowym szkunerem gaflowym, o powierzchni żagli 432 m², długości całkowitej 30,98 m, szerokości 8,1 m, wysokości 27 m, zanurzeniu 3,1 m, 168 BRT, załoga liczyła 52 osoby.